# Ant Éditions
Ant Éditions est une maison d'édition de bandes dessinées ayant son siège à Portes-lès-Valence, dans le département français de la Drôme, fondée le 4 avril 2017 par le scénariste Anthony Roux (aussi connu sous le nom d'Anton). 
Ant Éditions a pour volonté de rémunérer les auteurs à la planche plutôt qu'à l'avance sur droit. 
En avril 2023, Ant Éditions a signé la charte des entreprises engagées pour la nature de l’Office français de la biodiversité,.

## Conflit juridique
Le site acquiert en 2019 le site enmarche2022.fr et y diffuse des dessins moquant Emmanuel Macron, mais en 2022 un litige nait avec le parti politique La République en marche qui récupère le nom de domaine à la suite d'une décision de l'AFNIC du 20 janvier 2022 afin d'éviter un « risque de confusion ».

## Publications
- La série Vivre en Macronie d'Allan Barte[7]
- Les jours de pluie et Les jours de pluie et quelques éclaircies de Loïc Clément et Anne Montel[8]
- C'est pour qui ? d'Arnü West[9]
- Une Histoire Mortelle d'Anton, Nicolas Otero et 1ver2ânes[10]